# 滋賀里
滋賀里（しがさと）は、滋賀県大津市の町名。現行行政地名は滋賀里一丁目から滋賀里四丁目。

## 地理
大津市中央部の北郊に位置する。北で坂本本町、北東で穴太・弥生町・唐崎、東で蓮池町・見世、南で高砂町、西から北にかけて滋賀里町（甲・乙）と隣接する。京阪電鉄石山坂本線の西側で南から順に一丁目から三丁目、石山坂本線の東側に四丁目が設置されている。蓮池町・見世を走る湖西線西側にあたる住宅市街地であり、東から順に京阪電鉄石山坂本線・滋賀県道47号伊香立浜大津線・国道161号線西大津バイパスが南北に縦貫し、町域北端には滋賀里ランプが設置されている。

## 歴史
近隣では地内の赤塚古墳群をはじめとして縄文時代から弥生時代にかけての遺跡が多く発見され、付近が早くから開けていたことを示している。江戸時代は多くの部分が滋賀郡赤塚村にあたり、1879年（明治12年）に赤塚村と見世村とが合併して成立した滋賀里村の一部となる。この滋賀里村は1889年の町村制施行時に滋賀郡滋賀村の大字滋賀里の一部となった。この大字滋賀里は1933年（昭和7年）に大津市に滋賀村が併合された際に滋賀里町に改名された。1968年（昭和43年）に見世とともに滋賀里が滋賀里町から分離、一丁目から四丁目が設置された。

### 沿革
- 1968年（昭和43年）1月1日 - 滋賀里町（甲・乙）の一部から成立[1]。

## 世帯数と人口
2019年（平成31年）4月1日現在の世帯数と人口は以下の通りである。
| 丁目         | 世帯数    | 人口    |
| ------------ | --------- | ------- |
| 滋賀里一丁目 | 410世帯   | 899人   |
| 滋賀里二丁目 | 312世帯   | 701人   |
| 滋賀里三丁目 | 255世帯   | 564人   |
| 滋賀里四丁目 | 402世帯   | 1,035人 |
| 計           | 1,379世帯 | 3,199人 |

### 人口の変遷
国勢調査による人口の推移。
| 1995年（平成7年）  | 3,403人 | [ 6 ]  |  |
| 2000年（平成12年） | 3,397人 | [ 7 ]  |  |
| 2005年（平成17年） | 3,397人 | [ 8 ]  |  |
| 2010年（平成22年） | 3,387人 | [ 9 ]  |  |
| 2015年（平成27年） | 3,278人 | [ 10 ] |  |

### 世帯数の変遷
国勢調査による世帯数の推移。
| 1995年（平成7年）  | 1,027世帯 | [ 6 ]  |  |
| 2000年（平成12年） | 1,064世帯 | [ 7 ]  |  |
| 2005年（平成17年） | 1,064世帯 | [ 8 ]  |  |
| 2010年（平成22年） | 1,178世帯 | [ 9 ]  |  |
| 2015年（平成27年） | 1,203世帯 | [ 10 ] |  |

## 学区
市立小・中学校に通う場合、学区は以下の通りとなる。
| 丁目         | 番・番地等 | 小学校             | 中学校             |
| ------------ | ---------- | ------------------ | ------------------ |
| 滋賀里一丁目 | 全域       | 大津市立唐崎小学校 | 大津市立唐崎中学校 |
| 滋賀里二丁目 | 全域       | 大津市立唐崎小学校 | 大津市立唐崎中学校 |
| 滋賀里三丁目 | 全域       | 大津市立唐崎小学校 | 大津市立唐崎中学校 |
| 滋賀里四丁目 | 全域       | 大津市立唐崎小学校 | 大津市立唐崎中学校 |

## 交通

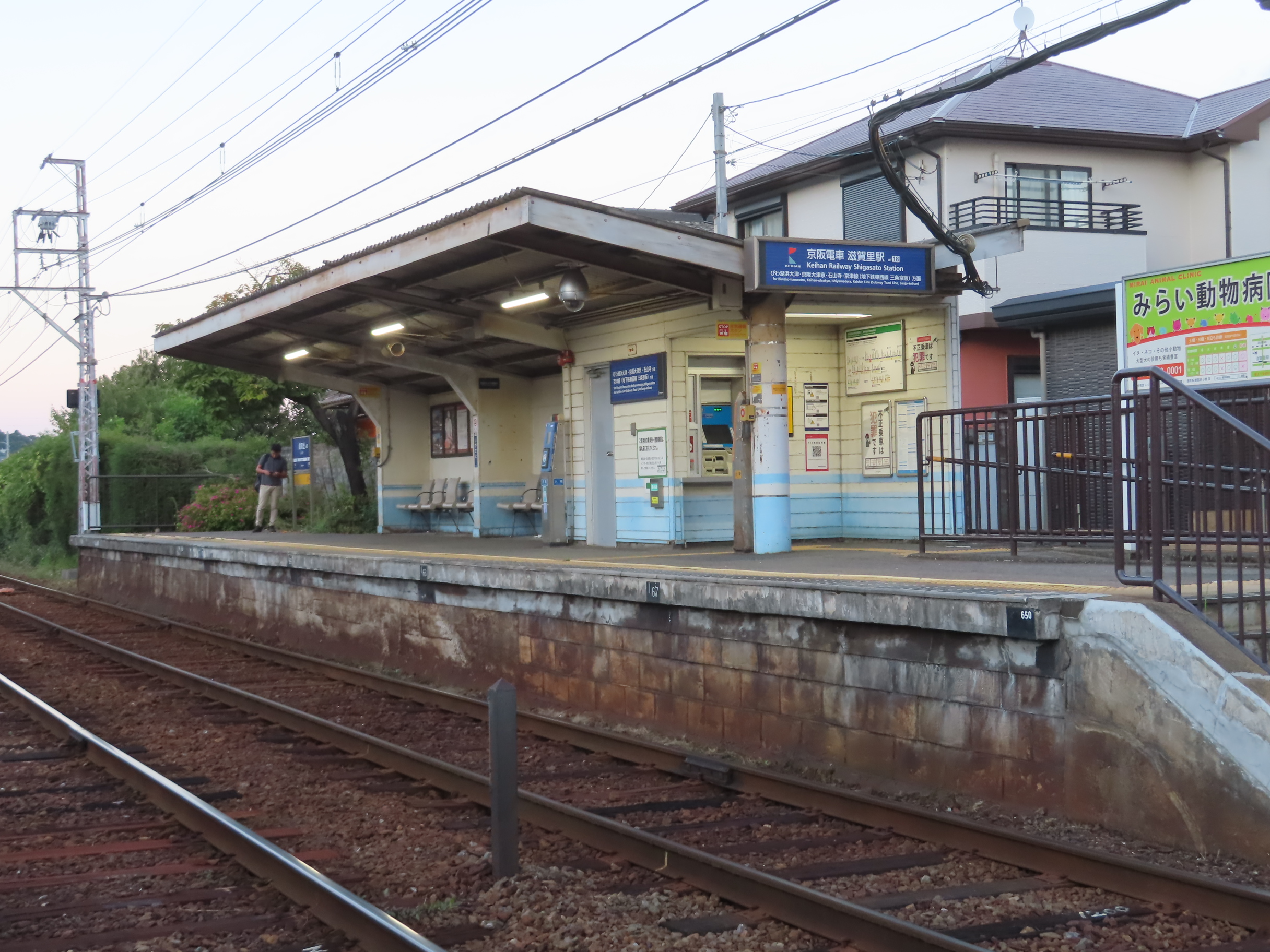
滋賀里駅
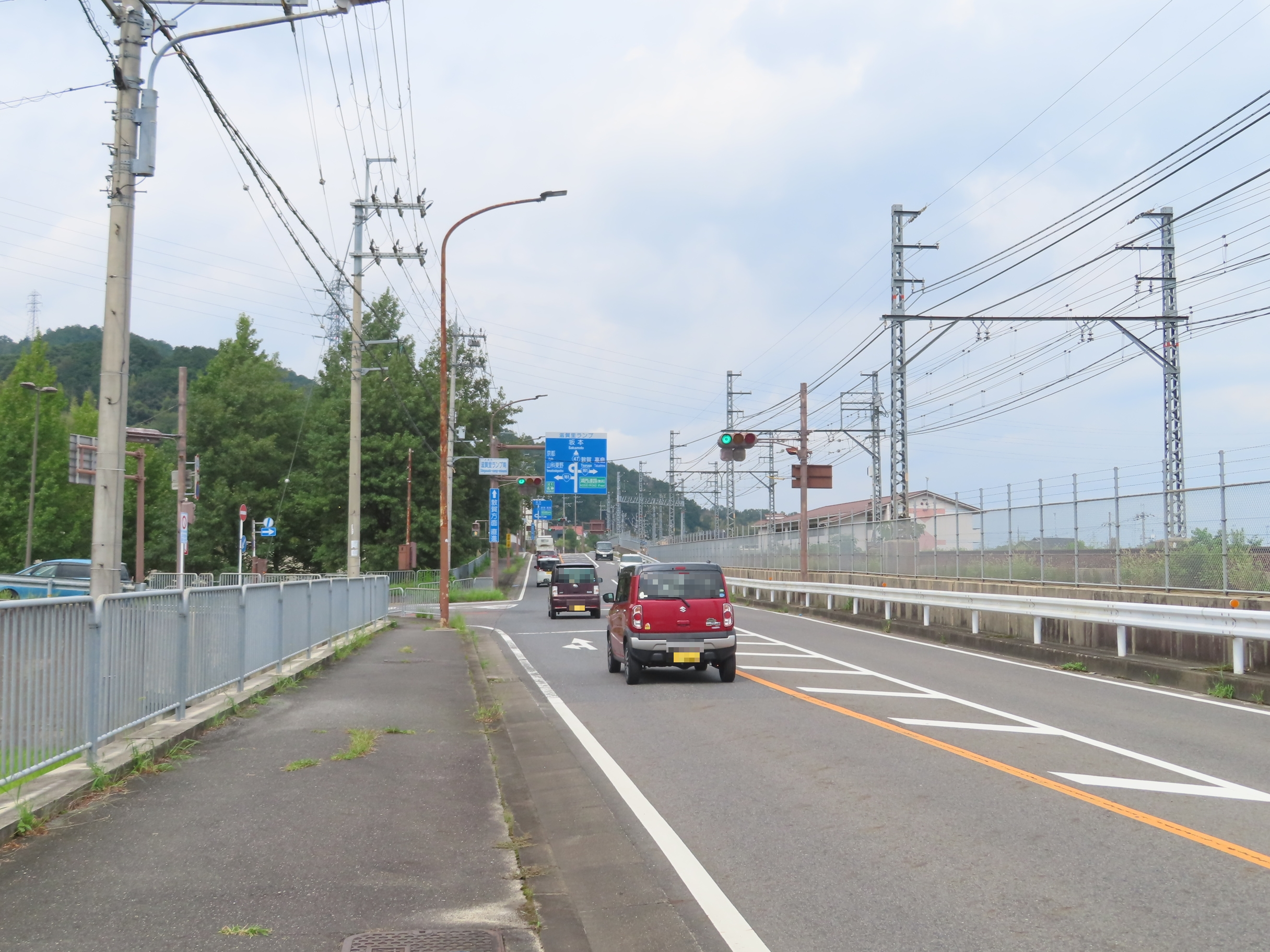
滋賀里ランプ

### 鉄道
- 京阪電気鉄道石山坂本線 - 町域内に駅は置かれていないが東の町境沿いに置かれた滋賀里駅（所在地・見世）が利用できる。
- 西日本旅客鉄道湖西線 - 滋賀里地区で唯一京阪石山坂本線の東側に位置する滋賀里4丁目地内をかすめるように線路が通っており、滋賀里4丁目に限っては唐崎駅が徒歩圏内(15分以内)にある。

### 道路
- 国道161号線（西大津バイパス） - 町域北端に滋賀里ランプが設置されている。
- 滋賀県道47号伊香立浜大津線

## 施設
- 大津市埋蔵文化財調査センター
- 大津市滋賀里コミュニティセンター
- 滋賀里三丁目自治会館
- 滋賀里蟻の内町自治会館
- 滋賀里簡易郵便局
- 滋賀里病院
- 自衛隊赤塚宿舎
- 自衛隊滋賀里宿舎
- 称念寺 - 浄土宗西山禅林寺派の仏教寺院[1]。
- 大通寺 - 浄土宗西山禅林寺派の仏教寺院[1]。山号は仏陀山。
- 唯僧寺 - 真宗大谷派の仏教寺院。
- 倭神社 - 倭姫命を祭神とする[1]。
- 志賀八幡神社  -　947年（天暦元年）の創建で応神天皇を祭神とする[1]。
  - 若宮八幡宮
- 赤塚地蔵堂
- 千躰地蔵堂
- 黒主神社
- 福王子神社

## 史跡
- 赤塚古墳群

## その他

### 日本郵便
- 郵便番号 : 520-0006[4]（集配局：大津中央郵便局[12]）。